# Могаммадабад (Дабудашт)
Могаммадабад (перс. محمداباد) — село в Ірані, у дегестані Дашт-е Сар, у бахші Дабудашт, шагрестані Амоль остану Мазендеран. За даними перепису 2006 року, його населення становило 84 особи, що проживали у складі 22 сімей.

## Клімат
Середня річна температура становить 15,86 °C, середня максимальна – 29,64 °C, а середня мінімальна – 2,39 °C. Середня річна кількість опадів – 723 мм.
| Клімат поселення                              | Клімат поселення | Клімат поселення | Клімат поселення | Клімат поселення | Клімат поселення | Клімат поселення | Клімат поселення | Клімат поселення | Клімат поселення | Клімат поселення | Клімат поселення | Клімат поселення | Клімат поселення |
| Показник                                      | Січ.             | Лют.             | Бер.             | Квіт.            | Трав.            | Черв.            | Лип.             | Серп.            | Вер.             | Жовт.            | Лист.            | Груд.            |                  |
| Середній максимум, °C                         | 11,32            | 11,65            | 14,00            | 19,06            | 22,84            | 27,09            | 29,64            | 29,64            | 26,60            | 22,37            | 17,24            | 13,12            |                  |
| Середня температура, °C                       | 6,85             | 7,18             | 9,54             | 14,60            | 18,38            | 22,62            | 25,06            | 25,07            | 22,04            | 17,78            | 12,67            | 8,54             |                  |
| Середній мінімум, °C                          | 2,39             | 2,73             | 5,08             | 10,14            | 13,90            | 18,15            | 20,48            | 20,49            | 17,46            | 13,24            | 8,10             | 3,95             |                  |
| Норма опадів, мм                              | 78               | 61               | 57               | 31               | 29               | 23               | 18               | 38               | 73               | 122              | 102              | 91               |                  |
| Середньомісячна швидкість вітру, м/с          | 1.78             | 2.40             | 2.50             | 2.42             | 2.32             | 2.07             | 2.29             | 2.08             | 1.90             | 1.96             | 2.01             | 1.88             |                  |
| Середньомісячна сонячна радіація, кДж/м²·день | 8586             | 10777            | 12866            | 16095            | 19719            | 21574            | 21606            | 19114            | 15722            | 12360            | 9859             | 8064             |                  |
| --------------------------------------------- | ---------------- | ---------------- | ---------------- | ---------------- | ---------------- | ---------------- | ---------------- | ---------------- | ---------------- | ---------------- | ---------------- | ---------------- | ---------------- |
| Джерело:                                      |                  |                  |                  |                  |                  |                  |                  |                  |                  |                  |                  |                  |                  |